# 鈴木清 (プロレタリア作家)
鈴木 清（すずき きよし、1907年4月29日 - 1993年2月18日）は、日本のプロレタリア作家、政治家。

## 経歴
秋田県平鹿郡旭村（現・横手市）出身。横手中学から山形高等学校へ進学するも社会運動にかかわって中退。
山形高校在学中に紺野与次郎らとともに社会主義運動に入る。その後上京し、東京合同労組書記などを経て職工になる。1929年、四・一六事件に連座し逮捕される。ほどなくして創作活動に入り、『監房細胞』（1931年）などの小説を著し、日本プロレタリア作家同盟の秋田支部を結成して活動した。作家同盟解散後も創作活動を続けたが、1940年には東北農業研究所を設立、農村での改良運動にかかわる。
第二次世界大戦後は政治活動も行い、1946年には旭村の村長職もつとめた。その後、秋田県知事選挙や、衆議院秋田県第2区から総選挙に立候補し、善戦するも、当選はできなかった。1959年、横手市議会議員に当選、1971年には秋田県議会議員に当選し、それぞれ1期つとめた。ほかに全日農副会長などの要職を歴任した。